# Enrico Ghio
Enrico Ghio (Genova, 18 agosto 1923 – Genova, 6 ottobre 2009) è stato un politico italiano.

## Biografia
Laurea in scienze economiche e commerciali. Esponente della Democrazia Cristiana, è stato il primo presidente del consiglio regionale in Liguria, consigliere e assessore regionale. Dal 1963 al 1968 è stato deputato al Parlamento, eletto nel collegio di Genova per la IV Legislatura. Nel 1979 è stato ferito da un attentato delle Brigate Rosse.
È morto all'età di 86 anni nell'autunno 2009.